# Ли Хайтао
Ли Хайтао (кит. упр. 李海涛, род. 29 ноября 1995 в Ляньюньган, Цзянсу, Китай) — китайский футболист, вратарь команды Университета Тунцзи.

## Карьера
Ли Хайтао пришёл в профессиональный клуб «Цзянсу Сунин» после успешной подготовки в молодёжной команде в 2017 году по приглашению главного тренера Чхве Ён Су. Дебютировал в Суперлиге Китая 11 ноября 2018 года в домашнем матче против «Хэнань Констракшн», в котором его команда одержала победу со счётом 4-0, а игрок вышел на замену Гу Чао на 82-й минуте.